# Cyphelium brunneum
Cyphelium brunneum är en lavart som beskrevs av W. A. Weber. Cyphelium brunneum ingår i släktet Cyphelium och familjen Physciaceae.   Inga underarter finns listade i Catalogue of Life.